# Dan Forrest

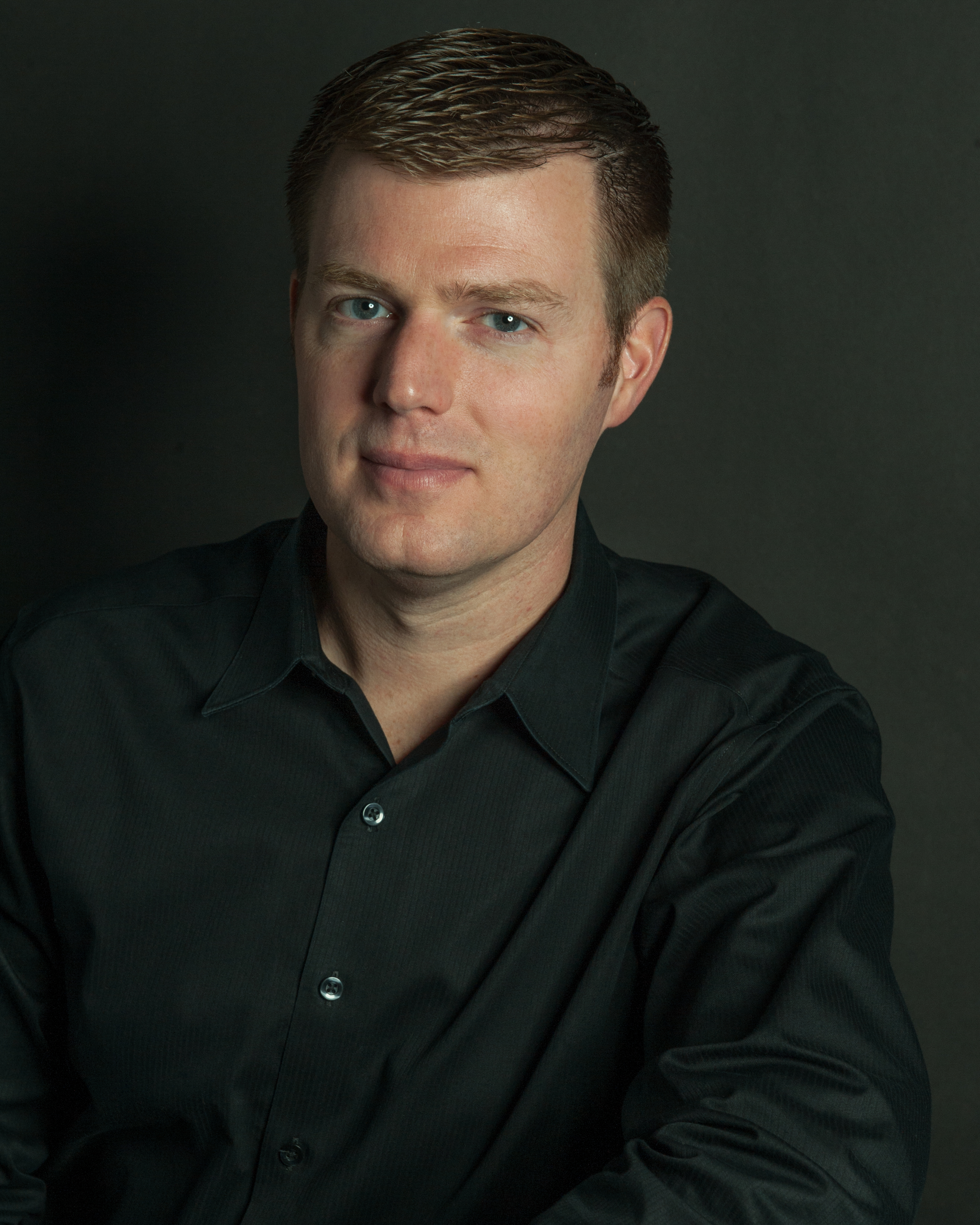
Dan Forrest (2017)

Daniel Ernest Forrest Jr. (* 7. Januar 1978 in Elmira, New York) ist ein US-amerikanischer Komponist und Pianist.

## Ausbildung und Karriere
Dan Forrest erhielt ab seinem 8. Lebensjahr Klavier-Unterricht. An der Highschool gewann er mehrere Klavier-Preise, er begleitete Chöre und führte das Klavierkonzert von Edvard Grieg mit dem Elmira-Symphonieorchester auf. Er studierte Klavier an der Bob Jones University in South Carolina. Er schloss als Konzertpianist mit einem Master ab, studierte aber auch Musiktheorie und Komposition bei Joan Pinkston und Dwight Gustafson.
Nachdem er zunächst als Klavierlehrer tätig gewesen war, ging er nach Kansas, wo er an der University of Kansas ein Kompositionsstudium als Doctor of Musical Arts beendete. Besonderen Einfluss übten dort der Spezialist für symphonische Blasorchestermusik James Barnes und die Kompositionslehrerin Alice Parker auf ihn aus.
Von 2004 bis 2007 war Forrest Dozent für Musiktheorie und Kompositionslehre an der University of Kansas, von 2007 bis 2012 war er Sektionsleiter für diese Fächer an der Bob Jones University. Er ist heute auch Mitherausgeber und Vizepräsident bei Beckenhorst Press. Er führt Meisterkurse in Kompositionslehre durch und hält an Universitäten und vor Chören in den USA und darüber hinaus Vorträge über die verschiedensten Aspekte des Musikbetriebs.
Forrests Schaffen umfasst Chor-, Instrumental-, Orchester- und Blasorchesterwerke sowohl für den weltlichen wie auch geistlichen Bereich. Seine Kompositionen werden bei Beckenhorst Press verlegt und haben weltweit eine Millionenauflage erreicht.
Er ist als Artist-in-Residence an der Mitchell Road Presbyterian Church (PCA) in Greenville, South Carolina tätig.

## Werke (Auswahl)
- 11. Februar 2007 Weltpremiere von Arise, Shine!, Carnegie Hall,[7] wo seine Werke in der Folge regelmäßig aufgeführt wurden
- Weihnachten 2008 Ausstrahlung von Carol of Joy im National Public Radio[8]
- 24. März 2013 Uraufführung von Requiem for the Living bei der Hickory Choral Society anlässlich des 35. Jubiläums der Organisation[9]
- Dezember 2013 Uraufführung von Himenami in der Izumi Hall, Osaka, Japan[10]
- Frühjahr 2016 Uraufführung von Jubilate Deo durch die Indianapolis Children’s Choirs[11]
- Herbst 2017 Uraufführung von LUX: The Dawn From On High durch Greenville Chorale and Symphony[12]
- Juli 2018 Uraufführung von Non Nobis Domine im Dom zu Salzburg, Österreich[13]

## Auszeichnungen (Auswahl)
- 2004 Erster Platz beim Kompositionswettbewerb der John Ness Beck Foundation für The King of Love My Shepherd Is (vor dem bekannten britischen Komponisten John Rutter, der den zweiten Platz belegte)[14][15]
- 2005 Erster Platz bei der Raymond Brock Composition Competition der American Choral Directors Association für das Stück Selah[16]
- 2006 Erster Platz beim Morton Gould Young Composers Award für ausgewählte Abschnitte aus Words From Paradise[15]
- 2006 Anthony B. Cius, Jr. Award der University of Kansas[17]
- 2009 Erster Platz beim Kompositionswettbewerb der John Ness Beck Foundation[18]
- 2009 Raabe Prize der Association of Lutheran Church Musicians für In Paradisum[19]

## Privatleben
Forrest ist verheiratet und hat drei Kinder. Er bezeichnet sich als gläubigen Christen und sieht sein musikalisches Schaffen als Ausdruck seines Glaubens.